# Взрослый мир
«Взрослый мир» (с англ. — «Adult World») — американский комедийно-драматический фильм режиссёра Скотта Коффи по сценарию Энди Кокрэна, главные роли в котором исполнили Эмма Робертс, Эван Питерс и Джон Кьюсак.
Премьера фильма состоялась 18 апреля 2013 года на кинофестивале Tribeca. Вскоре после премьеры было объявлено, что IFC Films приобрела права на распространение фильма.
Фильм был выпущен ограниченным тиражом 14 февраля 2014 года. Фильм также был выпущен в Великобритании 4 августа 2014 года на DVD, и в Швеции - 11 мая 2015 года на DVD.

## Сюжет
Невостребованная молодая поэтесса Эми всеми силами пытается превратить свою мечту о писательстве в жизнь. После многочисленных попыток опубликовать свои стихи Эми вынуждена покинуть родительский дом и устроиться на работу в магазин для взрослых. Там она знакомится с Алексом и его транссексуальной подругой Рубией. Сама Эми является поклонницей поэта Рэта Биллингса и мечтает стать его протеже. После многочисленных уговоров и преследований Биллингс соглашается помочь Эми с публикацией. На день рождения Рэт дарит Эми сборник стихов, в котором есть и её произведения, он носит название «Дерьмовая поэзия». Алекс советует Эми отправить эротический рассказ в один из журналов для взрослых «Le Passion», в конце фильма героиня получает там работу и издает сборник собственных произведений.

## Актёрский состав
- Эмма Робертс — Эми Андерсон
- Эван Питерс — Алекс
- Джон Кьюсак — Рэт Биллингс
- Армандо Риско — Рубия
- Шеннон Вудворд — Кэндис
- Крис Ригги — Джош
- Скотт Коффи — владелец книжного магазина
- Джо Мей — Юми
- Лиа Лорен — Мэгги
- Клорис Личмен — Мэри Энн
- Джон Каллум — Стэн
- Кэтрин Ллойд Бёрнс — Шерил
- Алекс Поплавский — вор порно
- Уильям Щек — Рой Коп
- Эдвард Эллисон — Пабло

## Производство
Основные съемки продлились три с половиной недели, с февраля по март 2012 года, в Сиракузах, Нью-Йорк.
В фильме появляются местные достопримечательности, такие как Сиракузский университет, Купол авианосца,Маленькая Италия, площадь Клинтона и зелёный светофор с красным светом на Типперэри Хилл.
Канадский певец Дэн Бекнер выступил автором многих песен в фильме, наряду с музыкой его групп «Handsome Furs» и «Divine Fits».

## Принятие
Фильм получил смешанные отзывы критиков. На интернет-агрегаторе Rotten Tomatoes он имеет рейтинг 52% и оценку в 5.3 балла из 10. Metacritic дал фильму 61 балл из 100 возможных на основе 19 рецензий, что соответствует статусу «в целом положительные отзывы».
«Нью-Йорк таймс» называет фильм «умной, но вызывающей удивление сатирической комедией», а исполнение Кьюсака роли Рэта Биллингса - «злобным, насмешливым  изображением».